# Sceloporus brownorum
Sceloporus brownorum (купинна ігуана Брауна) — вид ігуаноподібних ящірок родини фриносомових (Phrynosomatidae). Ендемік Мексики.

## Поширення і екологія
Купинні ігуани Брауна мешкають на заході центральної Мексики, в штатах Дуранго, Агуаскальєнтес, Халіско, Сакатекас і Наярит. Вони живуть в посушливих місцевостях, в купинах трави біля підніжжя скель, на висоті до 1500 м над рівнем моря.